# Liste der Monuments historiques in Cheffes
Die Liste der Monuments historiques in Cheffes führt die Monuments historiques in der französischen Gemeinde Cheffes auf.

## Liste der Bauwerke
| Bezeichnung                                          | Beschreibung              | Standort | Kennzeichnung | Schutzstatus | Datum | Bild           |
| ---------------------------------------------------- | ------------------------- | -------- | ------------- | ------------ | ----- | -------------- |
| Glockenturm, Chor und Querhaus der Kirche Notre-Dame | Erbaut im 12. Jahrhundert | (Lage)   | PA00109039    | Classé       | 1974  | weitere Bilder |

## Liste der Objekte
- Monuments historiques (Objekte) in Cheffes in der Base Palissy des französischen Kultusministeriums